# Balagna
La Balagna (Balagne in francese) è una microregione della Corsica nord-occidentale situata all'interno del territorio del dipartimento dell'Alta Corsica.

## Geografia
La Balagna è situata nel nord-ovest della Corsica ed è delimitata a nord dal mar Ligure, ad est dal fiume Regino, a sud dalle vette del massiccio del Monte Corona e ad ovest dal corso del fiume Figarella.

## Storia
Durante dominazione genovese della Corsica il territorio della Balagna era ripartito in cinque pievi: Aregno, Calvi, Olmia, Pino e Sant'Andrea.

## Comuni
I comuni che costituiscono la microregione della Balagna sono:
- Algajola
- Aregno
- Avapessa
- Belgodère
- Calenzana
- Cateri
- Corbara
- Costa
- Feliceto
- Isola Rossa
- Lavatoggio
- Lumio
- Moncale
- Montegrosso
- Monticello
- Muro
- Nessa
- Occhiatana
- Pigna
- Sant'Antonino
- Santa-Reparata-di-Balagna
- Speloncato
- Ville-di-Paraso
- Zilia